# 梶居勝志
梶居 勝志（かじい かつし、1963年7月11日  - ）は、鹿児島県出身の元サッカー選手、サッカークラブのフロントスタッフ。ガンバ大阪強化部長。

## 来歴
小学6年の時にサッカーを始める。フォワードや攻撃的ミッドフィールダーとしてプレーし、ドリブルでチャンスを広げ多くのアシストを記録した。自身ではプレーの特長を「スピードで相手をぶっちぎること」と述べている。鹿児島実業高等学校、大阪商業大学を経て、1986年にガンバ大阪の前身である松下電器産業サッカー部に加入。JSL1部での通算成績は102試合出場12得点24アシスト。これは松下において永島昭浩（107試合出場）に次ぐ試合出場数であり、アシスト数では通算1位である。松下電器が初めて主要タイトルを獲得した1990年度の天皇杯では、日産と対戦した決勝戦でPK戦の最後のキッカーを担当した。
引退後は社業に復帰し、松下電池工業の人事部門に配属された。しかし再びサッカーに携わる仕事に就きたいと考え、松下を退社して1995年よりガンバ大阪のスタッフに転じる。まず幼稚園児から小学生を対象とするスクールのコーチとして週3日のアルバイトという形で加わり、それから1年ほど経ち正社員として強化部のスタッフに登用された。
2012年3月、長年にわたりG大阪の強化本部長を務めていた山本浩靖の辞任にともない強化本部長に昇格した。
2018年8月8日、強化部を外れ、新設された施設管理担当部長に配置転換された。
2023年12月、ガンバ大阪の強化部長に就任。

## 所属クラブ
- 1979年 - 1981年  鹿児島実業高等学校
- 1982年 - 1985年  大阪商業大学
- 1986年 - 1992年  松下電器産業サッカー部/ガンバ大阪

## 個人成績
| 国内大会個人成績 | 国内大会個人成績 | 国内大会個人成績 | 国内大会個人成績 | 国内大会個人成績             | 国内大会個人成績           | 国内大会個人成績 | 国内大会個人成績  | 国内大会個人成績 | 国内大会個人成績 | 国内大会個人成績 | 国内大会個人成績 |
| 年度             | クラブ           | 背番号           | リーグ           | リーグ戦                     | リーグ戦                   | リーグ杯         | リーグ杯          | オープン杯       | オープン杯       | 期間通算         | 期間通算         |
| 年度             | クラブ           | 背番号           | リーグ           | 出場                         | 得点                       | 出場             | 得点              | 出場             | 得点             | 出場             | 得点             |
| 日本             | 日本             | 日本             | 日本             | リーグ戦                     | リーグ戦                   | リーグ杯         | リーグ杯          | 天皇杯           | 天皇杯           | 期間通算         | 期間通算         |
| ---------------- | ---------------- | ---------------- | ---------------- | ---------------------------- | -------------------------- | ---------------- | ----------------- | ---------------- | ---------------- | ---------------- | ---------------- |
| 1986-87          | 松下             |                  | JSL1部           |                              |                            |                  |                   |                  |                  |                  |                  |
| 1987-88          | 松下             |                  | JSL2部           |                              |                            |                  |                   |                  |                  |                  |                  |
| 1988-89          | 松下             |                  | JSL1部           |                              |                            |                  |                   |                  |                  |                  |                  |
| 1989-90          | 松下             |                  | JSL1部           |                              |                            |                  |                   |                  |                  |                  |                  |
| 1990-91          | 松下             |                  | JSL1部           |                              |                            |                  |                   |                  |                  |                  |                  |
| 1991-92          | 松下             |                  | JSL1部           |                              |                            |                  |                   |                  |                  |                  |                  |
| 1992             | G大阪            | -                | J                | -                            | -                          | 1                | 0                 |                  |                  |                  |                  |
| 通算             | 日本             | 日本             | J                | 0                            | 0                          | 1                | 0\|\|\|\|\|\|\|\| |                  |                  |                  |                  |
| 通算             | 日本             | 日本             | JSL1部           | 102                          | 12\|\|\|\|\|\|\|\|\|\|\|\| |                  |                   |                  |                  |                  |                  |
| 通算             | 日本             | 日本             | JSL2部           | \|\|\|\|\|\|\|\|\|\|\|\|\|\| |                            |                  |                   |                  |                  |                  |                  |
| 総通算           | 総通算           | 総通算           | 総通算           | \|\|\|\|\|\|\|\|\|\|\|\|\|\| |                            |                  |                   |                  |                  |                  |                  |

## 経歴・職歴
- 1996年 - ガンバ大阪
  - 1996年 - 2012年3月 強化部 強化担当
  - 2012年3月 - 2018年8月 強化部長
  - 2018年8月 - 2021年1月 管理部 施設運営担当部長
  - 2021年2月 - 2022年1月 管理部 試合運営広報担当部長
  - 2022年2月 - 2023年12月 試合運営広報部長
  - 2024年 - 強化部長